# 穗珊瑚科
穗珊瑚科（學名：Nephtheidae）是軟珊瑚目底下的一個科。該科的成員被稱為康乃馨珊瑚、樹狀珊瑚或橡膠珊瑚。 有著各種豐富而鮮豔的顏色，包括紅色、粉色、黃色和紫色。這科的珊瑚有著長得像穗的小瘤。 珊瑚蟲在白天往往會收縮，因此這些珊瑚又被稱為花椰菜(西蘭花)珊瑚。 到了晚上，水螅體會出現並伸出觸角來進食，小瘤看起來就像樹枝末端的花，有各種顏色以及各種形狀。

## 分布
從北至俄羅斯沿岸的北冰洋,以南到南极辐合带,西至大西洋，東至太平洋。大部分都是在沿海地區，少數會在深海或是遠洋地區，例如:太平洋夢幻軟珊瑚屬(Pacifiphyton)。
有些物種在阿拉斯加沿岸至加利福尼亞也到加利福尼亞灣。不過愈往南物種也就減少了許多物種，反之愈往北物種密集和物種數量也就增多了。在加拿大東南方的聖羅倫斯灣數量一直延續至美國佛羅里達州南部，再南的加勒比海和南美洲的沿海也有蹤跡，往北在西北領地和紐納武特到格陵蘭和伊莉莎白女王群島有零散的分布。
往東的北冰洋、格陵蘭海，往南的西亞海域(例如:阿拉伯海、亞丁灣、紅海)，印度附近的海域(:孟加拉灣、印度洋、拉克代夫海) 再往東的東南亞以及大洋洲,特別是珊瑚大三角和澳洲東北部的大堡礁也很豐富，旁邊的帝汶海、阿拉弗拉海也是許多。往北的東亞也有。

## 分類
- 樹莓軟珊瑚屬 Chromonephthea van Ofwegen, 2005
- 鈍錐軟珊瑚屬 Coronephthya Utinomi, 1966
- 棘穗軟珊瑚屬 Dendronephthya Kuekenthal, 1905
- 錦花軟珊瑚屬 Litophyton Forskål, 1775
- 棉花軟珊瑚屬 Neospongodes Kükenthal, 1903
- 太平洋夢幻軟珊瑚屬Pacifiphyton Williams, 1997
- 骨穗軟珊瑚屬 Scleronephthya Studer, 1887
- 實穗軟珊瑚屬 Stereonephthya Kükenthal, 1905
- 傘狀軟珊瑚屬 Umbellulifera Thomson & Dean, 1931[5]

此外，世界海洋物種目錄在2022年將原本在此的五個屬重新單獨分成一個科。包含
- Capnella Gray, 1869
- Drifa Danielssen, 1887
- Duva Koren & Danielssen, 1883
- Eunephthya Verrill, 1869
- Pseudodrifa Utinomi, 1961

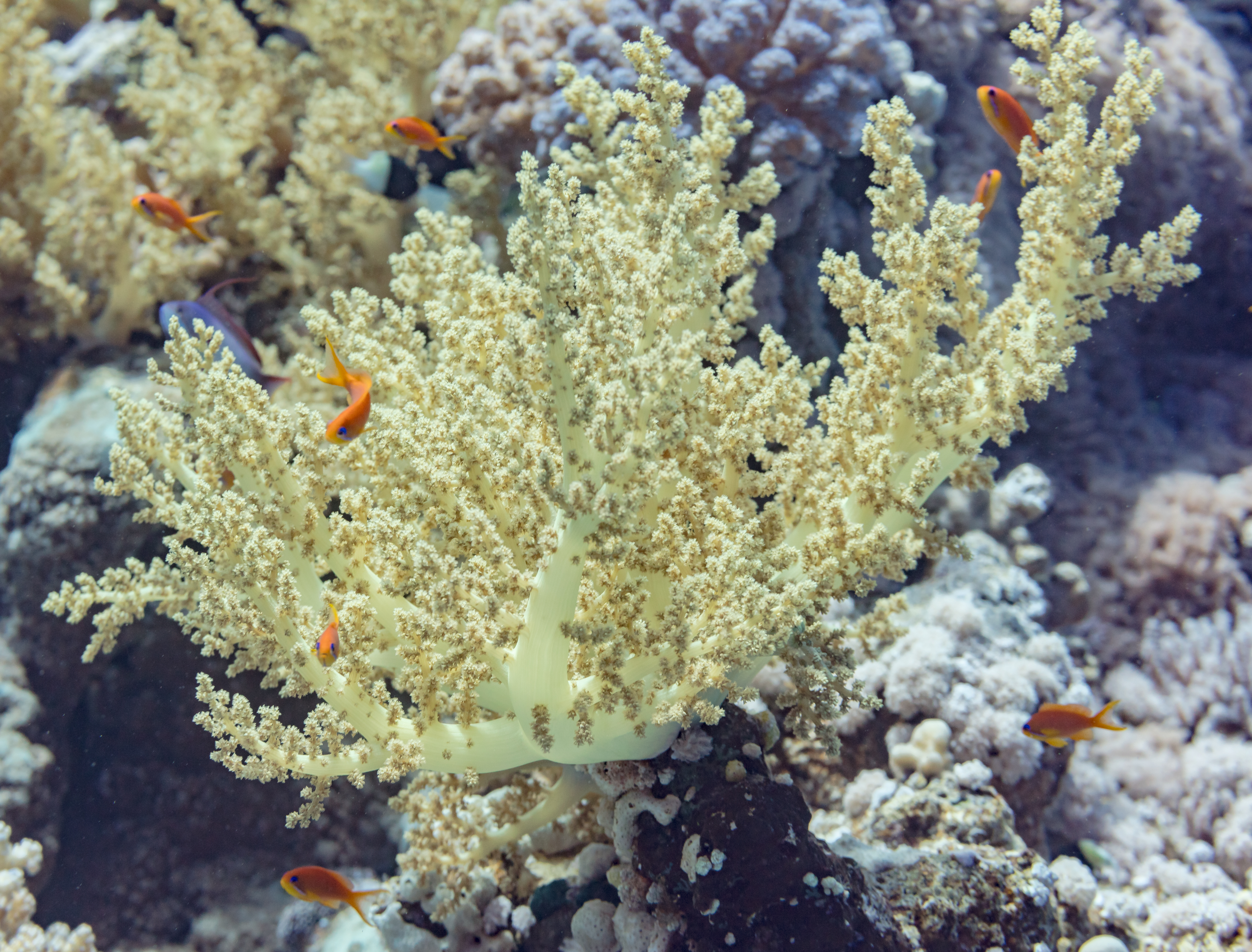
孔氏棘穗軟珊瑚Dendronephthya klunzingeri

現在變成
- 冠珊瑚科 Capnellidae McFadden, van Ofwegen & Quattrini, 2022
  - 冠珊瑚屬Capnella Gray, 1869
  - Drifa Danielssen, 1887
  - Duva Koren & Danielssen, 1883
  - Eunephthya Verrill, 1869
  - Pseudodrifa Utinomi, 1961